# Blentarp
Blentarp est une localité suédoise dans la commune de Sjöbo et le comté de Skåne.
Sa population était de 1 508 habitants en 2019.